# Careproctus roseofuscus
Careproctus roseofuscus är en fiskart som beskrevs av Gilbert och Burke 1912. Careproctus roseofuscus ingår i släktet Careproctus och familjen Liparidae. Inga underarter finns listade.